# Lannert und Bootz
Die Kriminalhauptkommissare Thorsten Lannert und Sebastian Bootz aus der Stuttgarter Mordkommission sind fiktive Personen der ARD-Krimireihe Tatort, die von Richy Müller und Felix Klare gespielt werden. Seit 2008 sind sie als Tatort-Ermittlerteam des SWR zu sehen.

## Hintergrund
Das Team Lannert und Bootz wurde vom Drehbuchautor Holger Karsten Schmidt für den SWR erdacht, der auch die Drehbücher für die ersten drei Folgen schrieb. Es tritt die Nachfolge des von Felix Huby erdachten, vormaligen Stuttgarter Tatort-Ermittlers Ernst Bienzle an, der in 25 Folgen von 1992 bis 2007 ermittelte. Das Konzept des neuen Stuttgarter Tatorts bewegt sich weg vom regionalen und schwäbischen Kolorit der Bienzle-Tatorte hin zu einem modernen Großstadtkrimi, der hinter die Kulissen und in die Abgründe einer geschäftigen und urbanen Landeshauptstadt blickt.

## Figuren aus den Stuttgarter Tatort-Folgen

### Thorsten Lannert

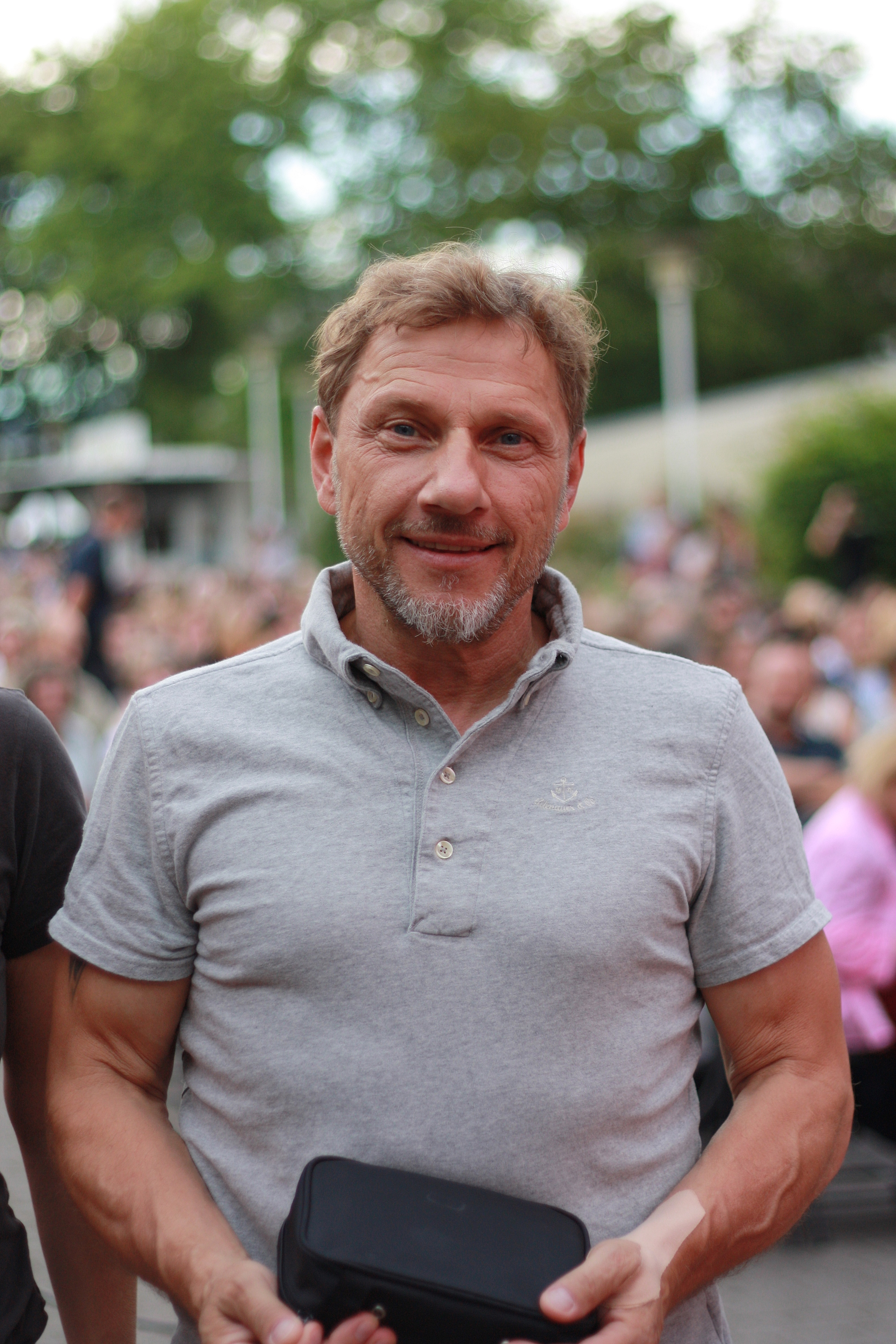
Richy Müller spielt KHK Thorsten Lannert

Der Anfang der 1960er Jahre geborene Kriminalhauptkommissar Thorsten Lannert, gespielt von Richy Müller, wechselt von Hamburg nach Stuttgart. Er braucht einen Neuanfang, weil er unter tragischen Umständen im Zuge seiner Enttarnung seine Frau Susanne und seine Tochter Lilli verloren hat. Er selbst wurde durch einen Schuss in die Brust schwer verletzt. In Hamburg war er als verdeckter Ermittler unter dem Tarnnamen „Chris Gabriel“ im Bereich der organisierten Kriminalität im Einsatz und einer der wichtigsten Männer seiner Dienststelle. In Stuttgart muss er sich ganz neu orientieren. Ihm ist viel Selbstdisziplin eigen, die ihn davor bewahrt, an seinem Schicksal zu zerbrechen. In seltenen Momenten deutet er durch kleine Gesten oder die Art, wie sein Blick sich verändert, an, wie es in ihm aussieht. Da er in Hamburg meist auf sich selbst gestellt war, fällt ihm anfangs die Zusammenarbeit mit dem neuen Kollegen Sebastian Bootz und den weiteren Teammitgliedern nicht leicht. Bei seinen zu lösenden Fällen ist ihm sein Bauchgefühl wichtig, auf das er im Zweifelsfall setzt. Geprägt durch seine Menschenkenntnis und Erfahrung kann er sich auch in einen Täter hineinversetzen. Wenn es allerdings um Verbrechen an Kindern geht, reagiert er hochsensibel.
In Stuttgart bezieht der Hauptkommissar eine Wohnung in einem Mehrfamilienhaus im Heusteigviertel im Süden der Innenstadt. Zu seiner ehemaligen Nachbarin Lona Wegener hatte der Schallplattenliebhaber ein sehr gutes Verhältnis. Beide fühlten sich zueinander hingezogen; der große Altersunterschied von fast 20 Jahren stand einer noch engeren Bindung jedoch entgegen.

### Sebastian Bootz

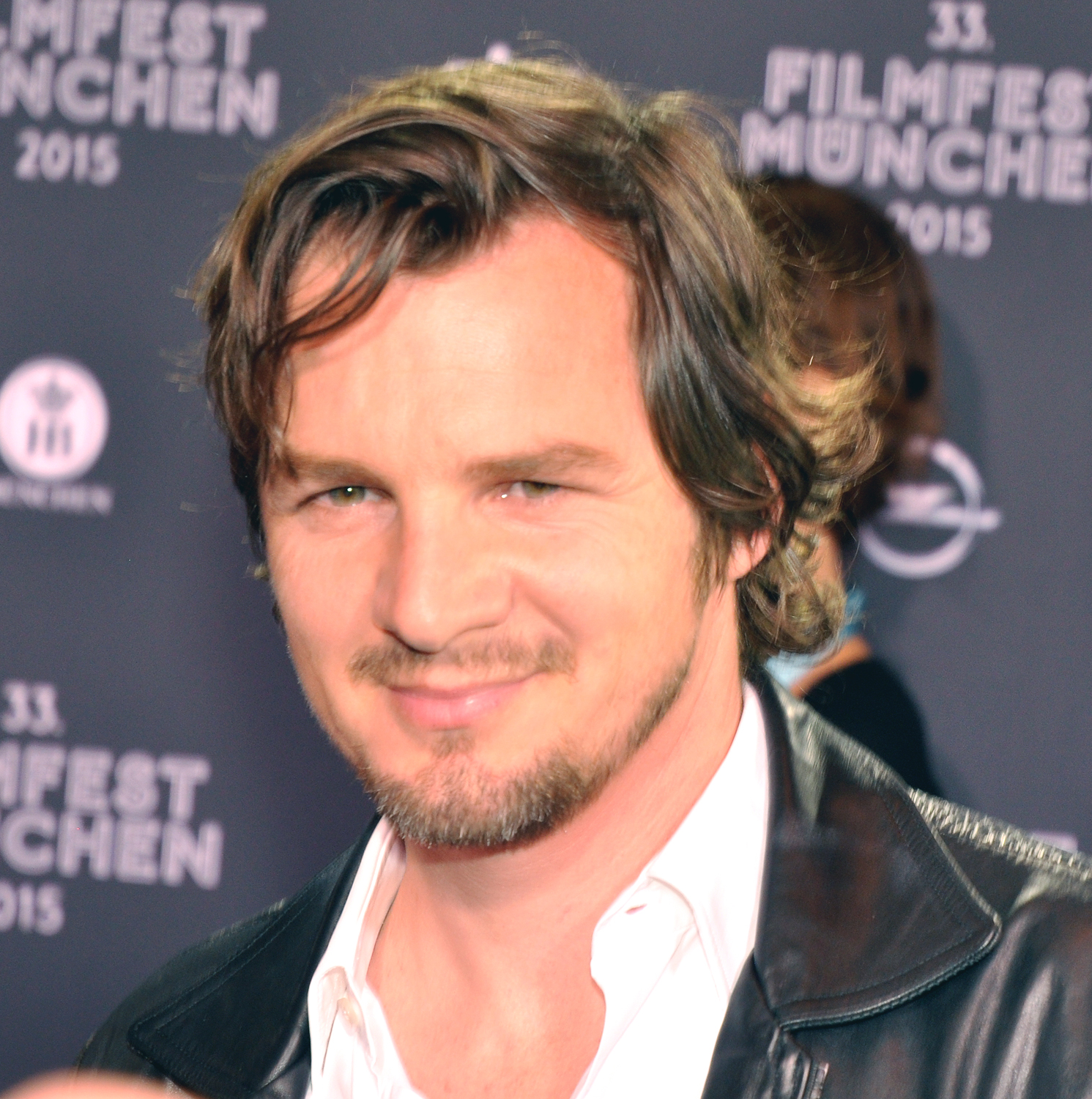
Felix Klare spielt KHK Sebastian Bootz

Kriminalhauptkommissar Sebastian Bootz, gespielt von Felix Klare, ist Stuttgarter Polizist und Familienvater. Der 1977 geborene Bootz macht nach seinem Abschluss an der Hochschule für Polizei schnell Karriere bei der Stuttgarter Kriminalpolizei. Um seine Fälle noch besser begreifen zu können, belegt Bootz vier Semester Kriminalpsychologie, da es ihn nicht zufriedenstellt, erst dann mit einem Fall befasst zu sein, wenn alles schon passiert ist. Er möchte begreifen, wie es so weit kommen konnte. Seit er im Dienst schon einmal jemanden tödlich getroffen hat, zielt er nur noch auf die Beine, wenn er schießen muss.
Bootz wohnt mit seiner Frau Julia und den gemeinsamen Kindern Maja und Henri in einem Einfamilienhaus im Westen der Stadt. Seine unorthodoxen Dienstzeiten führen innerhalb der Familie immer wieder zu Problemen und auch seine väterlichen Pflichten kollidieren nicht selten mit dem Dienstalltag. Außerdem belastet die Angst seiner Frau, dass er im Dienst erschossen werden könnte, beider Beziehung immer wieder. In der Folge Spiel auf Zeit eröffnet ihm seine Frau, dass sie ihn mit den Kindern verlassen wird.

#### Familie Bootz
- Julia Bootz, Ehefrau (gespielt von Maja Schöne)
- Maja Bootz, Tochter (gespielt von Johanna Janssen und Miriam Joy Jung)
- Henry Bootz, Sohn (gespielt von Jakob Höhne)

### Weitere Figuren
Rechtsmediziner Dr. Daniel Vogt (gespielt von Jürgen Hartmann)

### Ehemalige Figuren
Kriminaltechnikerin Nika Banovic (gespielt von Mimi Fiedler)

Nika Banovic ist Deutsche, jedoch stammt ihr Vater aus Kroatien und ihre Mutter aus Serbien. Ihre Familie ist geprägt von der Vergangenheit, die auch bei Nika Spuren hinterlassen hat. Nach außen hin versucht die junge Frau cool zu wirken, um ihre sensible und verletzliche Art zu verstecken, was ihr jedoch nicht immer gelingt. Dass man ihre Arbeit nicht würdigen könnte, beschäftigt sie, wobei auch schon einmal heimliche Tränen fließen. Dabei ist sie in ihren jungen Jahren schon eine hochqualifizierte Fachkraft auf ihrem Gebiet. Dass der Rechtsmediziner Dr. Daniel Vogt sich besonders zu ihr hingezogen fühlt, nimmt sie nicht zur Kenntnis. Ihren letzten Auftritt hatte sie in der Folge Der Mann, der lügt.
Staatsanwältin Emilia Álvarez (gespielt von Carolina Vera)
Die Staatsanwältin Emilia Álvarez sieht ihre Aufgabe darin, als Mitglied des Teams Lannert und Bootz deren Arbeit nicht zu behindern, sondern sie im Rahmen ihrer Möglichkeiten tatkräftig zu unterstützen. Sie gibt den Polizisten Rückendeckung und springt auch schon mal über ihren Schatten, wenn ein unkonventioneller Weg letztendlich zum Erfolg führt. Das Team trifft sich oft in der Kantine und kommt dann doch auf den jeweils aktuellen Fall zu sprechen, obwohl man sich eigentlich auferlegt hatte, beim Essen nicht über die Arbeit zu sprechen. Nach zwölf Jahren verließ sie den Tatort nach dem 25. Fall.
Lona Wegener (gespielt von Birthe Wolter)

Lona ist Studentin und Lannerts Wohnungsnachbarin. Sie tritt letztmals in der elften Folge Tote Erde auf.

## Folgen
| Fall | Titel                    | Erstausstrahlung | Folge | Drehbuch                                       | Regie                | Besonderheiten |
| ---- | ------------------------ | ---------------- | ----- | ---------------------------------------------- | -------------------- | --- |
| 01   | Hart an der Grenze       | 09. Mär. 2008    | 690   | Holger Karsten Schmidt                         | Elmar Fischer        | |
| 02   | In eigener Sache         | 17. Aug. 2008    | 702   | Holger Karsten Schmidt                         | Elmar Fischer        | |
| 03   | Tödliche Tarnung         | 01. Mär. 2009    | 724   | Holger Karsten Schmidt                         | Rainer Matsutani     | |
| 04   | Das Mädchen Galina       | 21. Jun. 2009    | 738   | Stephan Brüggenthies                           | Thomas Freundner     | |
| 05   | Altlasten                | 27. Dez. 2009    | 750   | Katrin Bühlig                                  | Eoin Moore           | Nominiert für den Adolf-Grimme-Preis 2010. Filmkunst-Sonderpreis Herausragender Fernsehfilm beim Festival des deutschen Films 2010 |
| 06   | Blutgeld                 | 25. Apr. 2010    | 762   | Martin Eigler                                  | Martin Eigler        | |
| 07   | Die Unsichtbare          | 14. Nov. 2010    | 779   | Eva Zahn, Volker A. Zahn                       | Johannes Grieser     | |
| 08   | Grabenkämpfe             | 25. Apr. 2011    | 798   | Jan Hinter, Stefan Cantz                       | Zoltan Spirandelli   | |
| 09   | Das erste Opfer          | 09. Okt. 2011    | 813   | Stephan Brüggenthies, Leo P. Ard, Birgit Grosz | Nicolai Rohde        | |
| 10   | Scherbenhaufen           | 04. Mär. 2012    | 830   | Eva Zahn, Volker A. Zahn                       | Johannes Grieser     | |
| 11   | Tote Erde                | 21. Okt. 2012    | 847   | Wolf Jakoby, Thomas Freundner                  | Thomas Freundner     | Wegen Erkrankung von Carolina Vera übernahm Natalia Wörner kurzfristig und vorübergehend die Rolle der Staatsanwältin.             |
| 12   | Spiel auf Zeit           | 26. Mai 2013     | 875   | Holger Karsten Schmidt                         | Roland Suso Richter  | Tatort+: Bereits eine Woche vor Erstausstrahlung konnten Zuschauer die Handlung im Internet virtuell weiterführen.                 |
| 13   | Happy Birthday, Sarah    | 01. Dez. 2013    | 888   | Wolfgang Stauch                                | Oliver Kienle        | |
| 14   | Freigang                 | 09. Jun. 2014    | 913   | Martin Eigler, Sönke Lars Neuwöhner            | Martin Eigler        | |
| 15   | Eine Frage des Gewissens | 23. Nov. 2014    | 923   | Sönke Lars Neuwöhner, Sven Poser               | Till Endemann        | |
| 16   | Der Inder                | 21. Juni 2015    | 952   | Niki Stein                                     | Niki Stein           | |
| 17   | Preis des Lebens         | 25. Okt. 2015    | 959   | Holger Karsten Schmidt                         | Roland Suso Richter  | Premiere auf dem SWR Open-Air-Festival in Stuttgart am 22. Mai 2015                                                                |
| 18   | Im gelobten Land         | 21. Feb. 2016    | 976   | Christian Jeltsch                              | Züli Aladag          | |
| 19   | HAL                      | 28. Aug. 2016    | 991   | Niki Stein                                     | Niki Stein           | Premiere auf dem SWR Open-Air-Sommerfestival in Mainz am 8. Juli 2016                                                              |
| 20   | Stau                     | 10. Sep. 2017    | 1027  | Daniel Bickermann, Dietrich Brüggemann         | Dietrich Brüggemann  | Premiere auf dem SWR Sommerfestival in Stuttgart am 2. Juni 2017                                                                   |
| 21   | Der rote Schatten        | 15. Okt. 2017    | 1031  | Rolf Basedow                                   | Dominik Graf         | beschäftigt sich mit dem Deutschen Herbst                                                                                          |
| 22   | Der Mann, der lügt       | 04. Nov. 2018    | 1071  | Sönke Lars Neuwöhner, Martin Eigler            | Martin Eigler        | Letzter Fall mit Mimi Fiedler als Kriminaltechnikerin Nika Banovic.                                                                |
| 23   | Anne und der Tod         | 19. Mai 2019     | 1095  | Wolfgang Stauch                                | Jens Wischnewski     | Baden-Württembergischer Filmpreis bei der Filmschau Baden-Württemberg.                                                             |
| 24   | Hüter der Schwelle       | 29. Sep. 2019    | 1104  | Michael Glasauer                               | Piotr J. Lewandowski | Die Premiere war am 7. Juni 2019 auf dem SWR-Sommerfestival in Stuttgart.                                                          |
| 25   | Du allein                | 24. Mai 2020     | 1133  | Wolfgang Stauch                                | Friederike Jehn      | Letzter Fall mit Carolina Vera als Staatsanwältin Emilia Álvarez.                                                                  |
| 26   | Der Welten Lohn          | 1. Nov. 2020     | 1142  | Boris Dennulat                                 | Gerd Schneider       | Premiere am 28. August 2020 auf dem Kulturwasen in Stuttgart                                                                       |
| 27   | Das ist unser Haus       | 17. Jan. 2021    | 1153  | Dietrich Brüggemann                            | Dietrich Brüggemann  | |
| 28   | Videobeweis              | 1. Jan. 2022     | 1184  | Katharina Adler und Rudi Gaul                  | Rudi Gaul            | Premiere am 19. August 2021 auf dem SWR-Sommerfestival in Stuttgart                                                                |
| 29   | Der Mörder in mir        | 18. Sept. 2022   | 1209  | Niki Stein                                     | Niki Stein           | Premiere am 6. Juni 2022 auf dem SWR-Sommerfestival in Stuttgart                                                                   |
| 30   | Die Nacht der Kommissare | 18. Juni 2023    | 1241  | Wolfgang Stauch                                | Shirel Peleg         | |
| 31   | Vergebung                | 19. Nov. 2023    | 1250  | Katharina Adler und Rudi Gaul                  | Rudi Gaul            | Premiere am 29. Mai 2023 auf dem SWR-Sommerfestival in Stuttgart                                                                   |
| 32   | Zerrissen                | 21. Jan. 2024    | 1258  | Sönke Lars Neuwöhner, Martin Eigler            | Martin Eigler        | |
| 33   | Lass sie gehen           | 17. Nov. 2024    | 1280  | Norbert Baumgarten                             | Andreas Kleinert     | Premiere am 21. März 2024 auf dem Deutschen FernsehKrimi-Festival 2024.                                                            |
| 34   | Verblendung              | 19. Jan. 2025    | 1290  | Katharina Adler                                | Rudi Gaul            | |

## Weitere Veröffentlichungen

### Lannert bei KRIMI.de
Weil die Tatort-Redaktion parallel auch bei der KiKA-Jugendserie KRIMI.DE mitarbeitet, ist Hauptkommissar Lannert auch bei dieser Serie zu sehen. Eigentlich ist er auf größere Fälle wie Mord spezialisiert, jedoch übernimmt er den Fall von Cybermobbing (Folge: Netzangriff, KRIMI.DE Stuttgart), weil er mit Klara Stolz’ Vater (gespielt von Thomas Heinze) schon von klein auf eng befreundet ist. Damals hatten sie (nach eigenen Angaben in der KRIMI.DE-Folge Netzangriff) ziemlich viel Mist gebaut. Jedoch gelang es Lannert nicht, den Fall allein zu lösen.

### Tatort Game
Mit Ausstrahlung der Episode Die Nacht der Kommissare wurde am 18. Juni 2023 ein interaktives Online-Spiel zum Ermittlerteam veröffentlicht, das eine Nebenhandlung der Erzählung als Spin-Off nutzt. In dem für etwa zwei Stunden Spielzeit angelegten browserbasierten Tatort Game werden dem Spieler Fotos, Videos sowie Links auf Webseiten des Südwestrundfunks zur Verfügung gestellt, in denen der Spieler nach Hinweisen zur Aufklärung des präsentierten Mordfalls sucht. Dabei kommuniziert der Spieler über einen Messenger u. a. mit den Ermittlern Lannert und Bootz sowie dem Rechtsmediziner Vogt. Die Antworten auf die Nachrichten des Spielers werden per KI-getriebenem Chatbot generiert oder es werden zuvor eingesprochene Sprachnachrichten der Protagonisten verwendet. Die Geschichte wurde von Drehbuchautor Michael Glasauer und Rätselautorin Annekatrin Baumann entwickelt. „Das Konzept einer interaktiven Krimi-Story“ sei zwar „nicht revolutionär, aber »Das Tatort-Game« gehört definitiv zu einem der besten Beispiele dieses Genres“, urteilte die Redaktion der Passauer Neuen Presse.